# Hap and Leonard
Hap and Leonard est une série télévisée policière américaine en 18 épisodes d'environ 43 minutes inspirée de la série de romans du même nom de Joe R. Lansdale, créée par Nick Damici (en) et Jim Mickle, et diffusée entre le 2 mars 2016 et le 11 avril 2018 sur SundanceTV.
En France et en Belgique, cette série est diffusée sur Sundance Channel France et sur Amazon Video, mais reste inédite dans les autres pays francophones.

## Synopsis
Dans le Texas de la fin des années 1980, Hap et Leonard sont des amis inséparables. Le premier sort de prison pour ne pas avoir servi au Viêt Nam, l'autre est un vétéran de cette même guerre, vivant difficilement son homosexualité. Trudy, l'ex-femme de Hap leur propose de récupérer un million de dollars caché dans une voiture au fond d'une rivière...

## Distribution

### Acteurs principaux
- James Purefoy (VF : Bruno Choël) : Hap Collins, ouvrier blanc qui a passé du temps dans une prison fédérale pour avoir refusé d'être enrôlé de servir durant la guerre du Viêt Nam
- Michael K. Williams (VF : Jean-Paul Pitolin) : Leonard Pine, homosexuel noir vétéran de la guerre du Viêt Nam[2]
- Tiffany Mack (VF : Annie Milon) : Florida Grange (saisons 2 et 3)
- Cranston Johnson (VF : Eilias Changuel) : Detective Hanson (saisons 2 et 3)

Anciens acteurs principaux
- Jimmi Simpson (VF : Cédric Dumond) : Soldier, dealer de drogue local (saison 1)
- Neil Sandilands (VF : Marc Saez) : Paco (saison 1)
- Jeff Pope (VF : Jérôme Wiggins) : Chub (saison 1)
- Pollyanna McIntosh (VF : Virginie Ledieu) : Angel (saison 1)
- Bill Sage (VF : Guillaume Orsat) : Howard (saison 1)
- Christina Hendricks (VF : Christine Bellier) : Trudy Fawst, ex-femme de Hap[3] (saison 1)
- Enrique Murciano (VF : Stéphane Ronchewski) : Raoul (saisons 1 et 2)
- Brian Dennehy (VF : Richard Leblond) : shériff Valentine Otis[4] (saison 2)
- Irma P. Hall : Meemaw[4] (saison 2)

### Acteurs récurrents
- Trace Masters (VF : Lucille Boudonnat) : Little Hap (4 épisodes)
- Ron Roggé (VF : Philippe Vincent) : Bud (4 épisodes)
- Henry G. Sanders (VF : Rody Benghezala) : oncle Chester (2 épisodes)
- Jay Potter : Prescott Jones (2 épisodes)
- Charlie Talbert : officier Simpson (2 épisodes)
- Wes Cannon : Guard (2 épisodes)
- Garrett Kruithof : policier blanc (2 épisodes)
- James W. Evermore : Rough Customer (2 épisodes)
- Jeff Caperton : père de Spencer (en flashback) (2 épisodes)
- Kari Shemwell : Trudy Double (2 épisodes)
- Adam Aalderks : Campaign Guy (1 épisode)
- Robert Walker Branchaud : policier #1 (1 épisode)
- John McConnell : Beau Otis (1 épisode)
- Michael Papajohn : policier #2 (1 épisode)
- Florence Young : Kay (1 épisode)
- Trace Cheramie : Softboy McCall (1 épisode)
- Jason Kirkpatrick : Walking Boss (1 épisode)
- Kaden Washington Lewis : Little Leonard (1 épisode)
- Don Yesso : agent de recrutement (1 épisode)
- Tony Bentley : chef de la police (1 épisode)
- Mike Ortiz : Inmate (1 épisode)
- Kylen Davis : Henry (1 épisode)
- Taylor Roppolo : serveuse (1 épisode)
- Bryant Tardy : Blue (1 épisode)
- Gus Williams : Tank (1 épisode)
- Deborah Alcorn : parent d'élève (1 épisode)
- Dennis Alcorn : parent d'élève (1 épisode)
- Tony Beard : Minstrel Audience Member (1 épisode)
- Artrial Clark : Scumbag Neighbor #1 (1 épisode)
- Matty Ferraro : Roy (1 épisode)
- John Henry : père de Leonard (1 épisode)
- Michael Francis Horn : Lyle Otis (1 épisode)
- Michael Krikorian : Shucker (1 épisode)
- Justin Lebrun : Hap Collins jeune (1 épisode)
- Terence Rosemore : Jack Divit (1 épisode)
- Jonathan Tabler : officier Tom (1 épisode)

- Version française
  - Société de doublage : Chinkel
  - Direction artistique : Virginie Ledieu
  - Adaptation des dialogues : Aline Langel et Guérine Regnaut

Source VF : Doublage Série Database

## Production
Le tournage de la série a eu lieu à Bâton-Rouge (Louisiane), bien que la série se déroule dans les années 1980 dans la ville fictive de LaBorde dans l'est du Texas. L'un des endroits utilisés était un hôpital pour femmes à Bâton-Rouge, ainsi que le Celtic Media Centre.
Le 15 mai 2018, la série est annulée.

## Épisodes

### Première saison (2016)
1. Savage Season
2. The Bottoms
3. The Dive
4. Trudy
5. War
6. Eskimos

### Deuxième saison (2017)
Le 28 juin 2016, la série est renouvelée pour une deuxième saison de six épisodes, diffusée à partir du 15 mars 2017.
1. Mucho Mojo
2. Tickling Mojo
3. Holy Mojo
4. Bad Mojo
5. Pie a la Mojo
6. No Mo' Mojo

### Troisième saison (2018)
Le 1er mai 2017, la série est renouvelée pour une troisième saison de six épisodes, diffusée à partir du 7 mars 2018.
1. The Two-Bear Mambo
2. Ho-Ho Mambo
3. T-Bone Mambo
4. Señorita Mambo
5. Mambo No. 5
6. Monsoon Mambo